# Sheik Yerbouti
Sheik Yerbouti er et dobbeltalbum af den amerikanske musiker Frank Zappa, udgivet i 1979. Det er Zappas første udgivelse på hans eget pladeselskab Zappa Records efter hans afsked med Warner Bros. Records.

## Baggrund
Albummet blev optaget live mellem 1977 og 1978 og blev senere studiebehandlet for at tilføje ekstra materiale og effekter. "Sheik Yerbouti" er kendt for sin blanding af rock, komedie og satire, som er karakteristisk for Zappas musik.

## Musik og Tekster
Albummet indeholder en række forskellige musikalske stilarter, herunder rock, funk og reggae. Teksterne er ofte humoristiske og satiriske, med kommentarer til samfundets normer, politik og populærkultur. Nogle af de mest kendte sange fra albummet inkluderer "Bobby Brown Goes Down", "Dancin' Fool" og "Jewish Princess".

## Modtagelse
Ved udgivelsen blev "Sheik Yerbouti" godt modtaget af både kritikere og fans. Albummet er blevet certificeret guld i USA og er en af Zappas mest kommercielt succesfulde udgivelser. "Bobby Brown Goes Down" blev et stor hit i Europa, især i Skandinavien og Tyskland.

## Kontrovers
Albummet har også været genstand for kontrovers på grund af dets eksplicitte tekster og satiriske indhold. Sangen "Jewish Princess" vakte især opsigt og kritik fra Anti-Defamation League, der anklagede Zappa for antisemitisme, hvilket han benægtede og forsvarede som kunstnerisk frihed.

## Sporliste
Side 1
1. "I Have Been in You"
2. "Flakes"
3. "Broken Hearts Are for Assholes"
4. "I'm So Cute"

Side 2
1. "Jones Crusher"
2. "What Ever Happened to All the Fun in the World"
3. "Rat Tomago"
4. "Wait a Minute"
5. "Bobby Brown Goes Down"
6. "Rubber Shirt"
7. "The Sheik Yerbouti Tango"

Side 3
1. "Baby Snakes"
2. "Tryin' to Grow a Chin"
3. "City of Tiny Lites"
4. "Dancin' Fool"
5. "Jewish Princess"

Side 4
1. "Wild Love"
2. "Yo' Mama"

## Medvirkende
- Frank Zappa – guitar, vokal
- Adrian Belew – guitar, vokal
- Tommy Mars  – keyboard, vokal
- Peter Wolf  – keyboard
- Patrick O'Hearn  – bas, vokal
- Terry Bozzio  – trommer, vokal
- Ed Mann  – slagtøj
- Napoleon Murphy Brock  – vokal
- Andre Lewis  – keyboard, vokal

## Produktion
Albummet blev produceret af Frank Zappa selv og er kendt for sin avancerede produktionsteknik, der kombinerer liveoptagelser med studieoverdubs og redigering.

## Eftermæle
“Sheik Yerbouti” står som et vigtigt værk i Frank Zappas diskografi og er fortsat populært blandt fans af hans musik. Albummet repræsenterer et afgørende punkt i Zappas karriere, hvor han etablerede sig som en uafhængig kunstner med fuld kreativ kontrol over sin musik.